# Prudencio Reyes
Miguel Prudencio Reyes Viola, más conocido como el "Gordo" Prudencio Reyes, (28 de abril de 1882, Montevideo, Uruguay- 7 de febrero de 1948 ibidem) es considerado simbólicamente el primer “hincha del mundo”. De oficio talabartero, colaboró como utilero del Club Nacional de Football cuando este deporte consolidaba su popularidad en el Río de la Plata y el resto del mundo. El apodo de “hincha” se lo ganó por su función de inflar (“hinchar” en el lunfardo rioplatense), los balones que se utilizaban en los partidos que jugaba su club en el Estadio Gran Parque Central. Con sus gritos “¡Nacional, Nacional!”, “¡Arriba Nacional!” “¡Vamo’ arriba Nacional!” despertaba al principio la curiosidad de los recatados espectadores deportivos de inicios del siglo XX. Mientras Prudencio alentaba con gritos y ademanes a lo largo de la línea de campo, la gente preguntaba quién era ese hombre, a lo que se respondía “es Prudencio, el hincha pelotas de Nacional”.
Con el correr del tiempo el entusiasmo y el clima festivo que generaba Prudencio contagió a otros seguidores que también comenzaron a alentar con voces y cánticos a sus jugadores. El término “hincha” se extendió a todo ese sector del público  y a los que asumían similar actitud en toda Hispanoamérica, aunque fueran seguidores de otros clubes. En honor a su devoción y al carácter fundacional de su personaje, el Club Nacional de Football celebra “El día del hincha” cada 28 de abril, coincidente con el natalicio de Prudencio.
Prudencio fallecería el 7 de febrero de 1948 en Montevideo, Uruguay

## Reseña biográfica

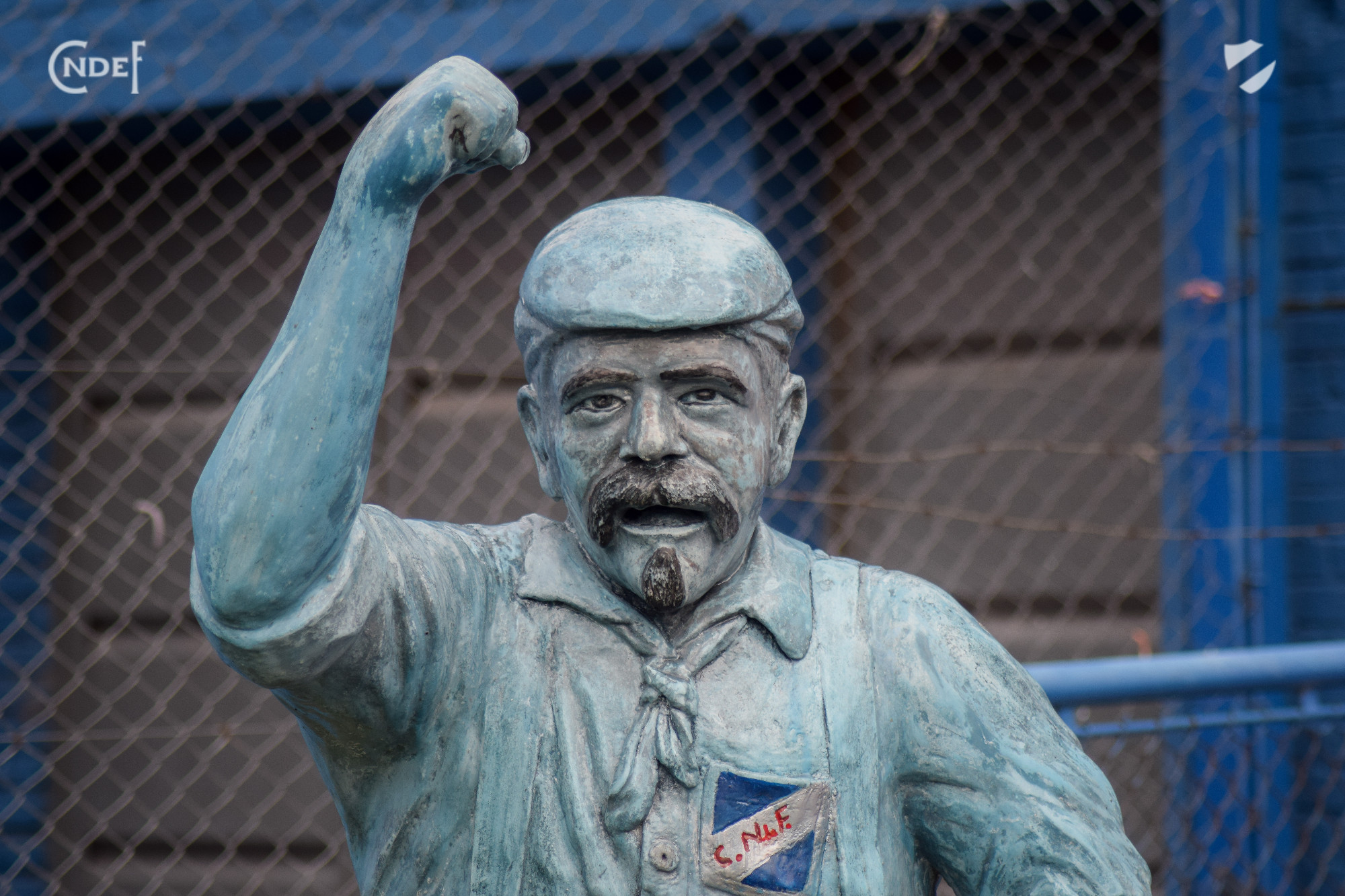
Estatua de Prudencio Reyes en el Parque Central

Prudencio Reyes nació a fines del siglo XIX en Montevideo, hijo legítimo de Laureta Viola y de Miguel Reyes Bonilla. Tenía una talabartería donde se reparaban los balones utilizados por el recién fundado Club Nacional de Fútbol. El taller estaba ubicado en la calle General Flores Nº 2437, entre Domingo Aramburú y Blandengues, a pocos metros de la Estación Comercios, en la esquina de General Flores y Domingo Aramburú. Se desconoce cuándo comenzó a ejercer su profesión, pero se cree que fue próximo al año 1900 y la mantuvo hasta más allá del 1914. El padre, Miguel Reyes, al fallecer la mamá de Prudencio, se casó en segundas nupcias con María Naya con la que tuvo a 5 medios hermanos de Prudencio, China, Tota, Aníbal, Omérico y Osíris.

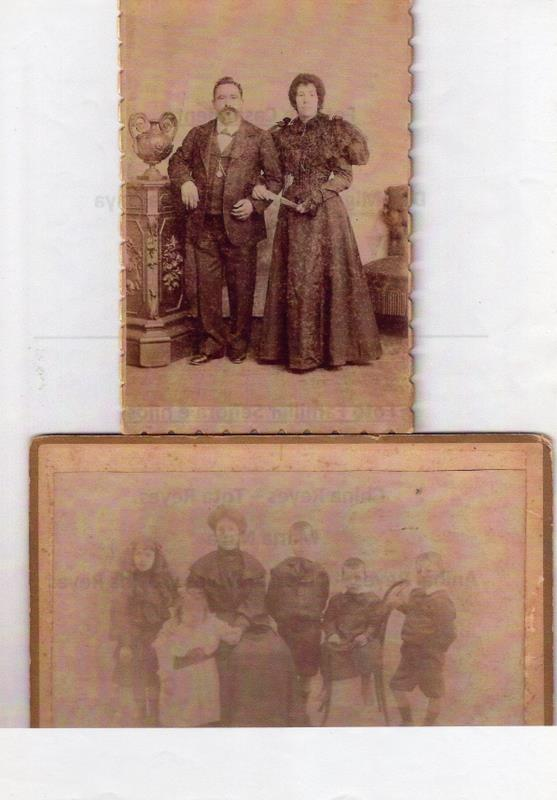
En la foto de arriba, Miguel Reyes, padre de Prudencio Miguel, con su segunda esposa, María Naya. En la foto de abajo, la Sra Naya con los medios hermanos de Prudencio Miguel.

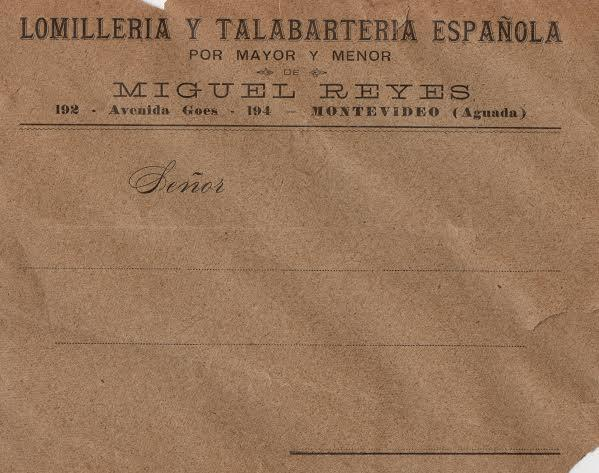
Documento comercial de la Talabartería de Prudencio Reyes

Prudencio tomaría fama por trabajar en uno de los clubes más populares del Uruguay, el Club Nacional de Fútbol, primer club no inglés del país. El periodista Luis Alfredo Sciutto, conocido en Montevideo con el pseudónimo "Wing" y en Buenos Aires como "Diego Lucero" (Revista El Gráfico), lo describió así: "Prudencio Miguelito Reyes, el gordo Reyes, un fanático de los nacionales por afición, y talabartero de oficio, iba al Parque Central donde los muchachos le daban un lindo laburo: hinchar la pelota con que se tenían que jugar los partidos. Como era talabartero, gran dominio del cuero, y además tenía dos manos como dos marrones y unos dedos que parecían salames, el coso era poseedor de un arte maestro para cerrarle la boca a la traviesa, previo dobladillo del piripicho, pasada limpia de la orejera y enhebrada del tiento; porque desde afuera parece poca cosa el asunto, pero ese es un arte como otro cualquiera".

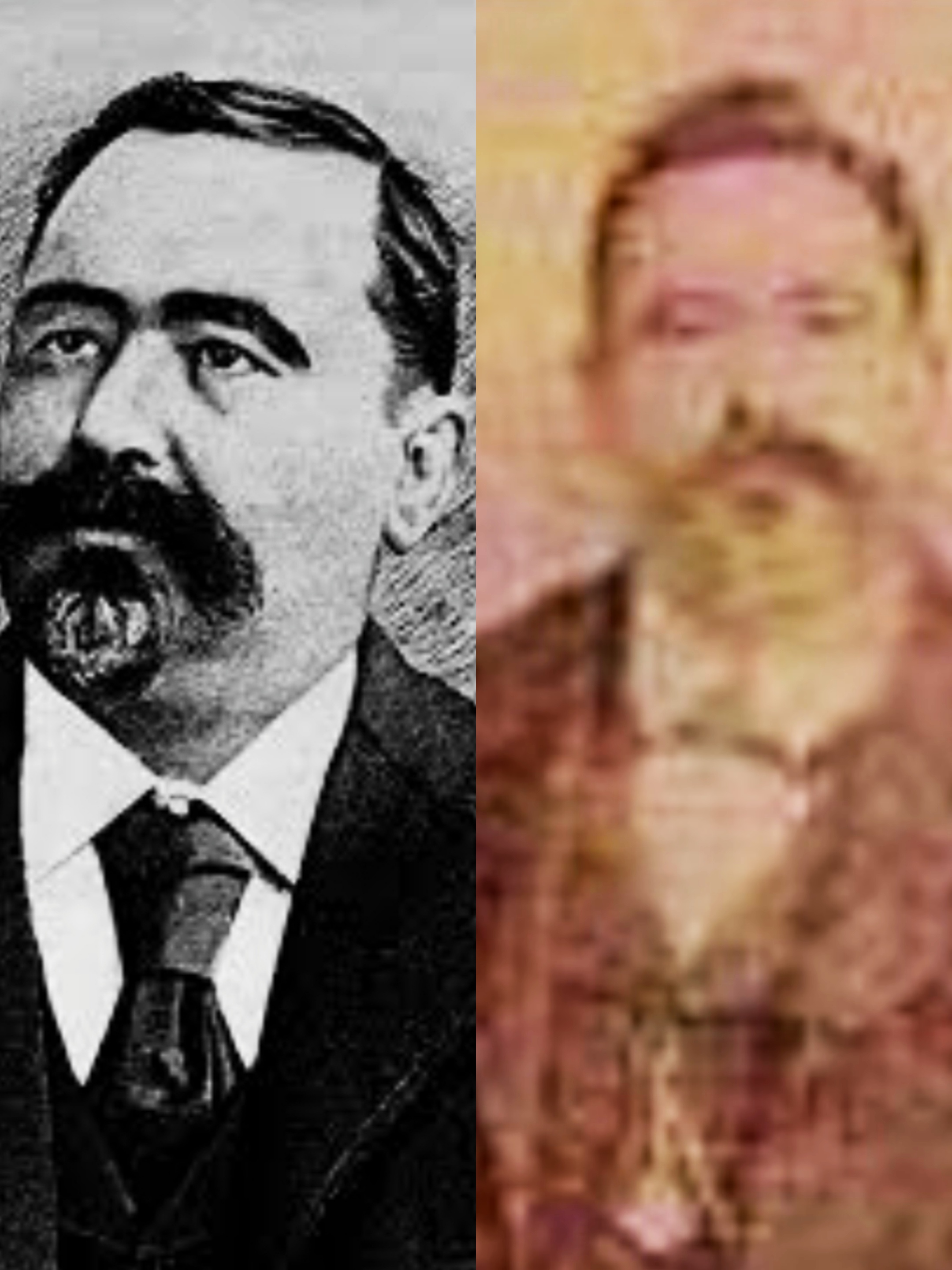
Prudencio Miguel Reyes Viola y su padre Miguel Reyes Bonilla

Al público que asistía a los partidos de fútbol en el 1900 le resultaba extraño que Prudencio se paseara de punta a punta, al borde de la cancha, alentando a los jugadores, lanzando gritos con su vozarrón y generando un clima hasta entonces inédito. Sus gritos eran “¡¡Nacional, Nacional!! ¡¡arriba Nacional!! ¡¡Vamo’ arriba Nacional!!” 
A lo que los allegados y visitantes se preguntaban: “¿y ese quien es?” dando como respuesta “Ese es el hincha, el hincha pelotas de Nacional”.

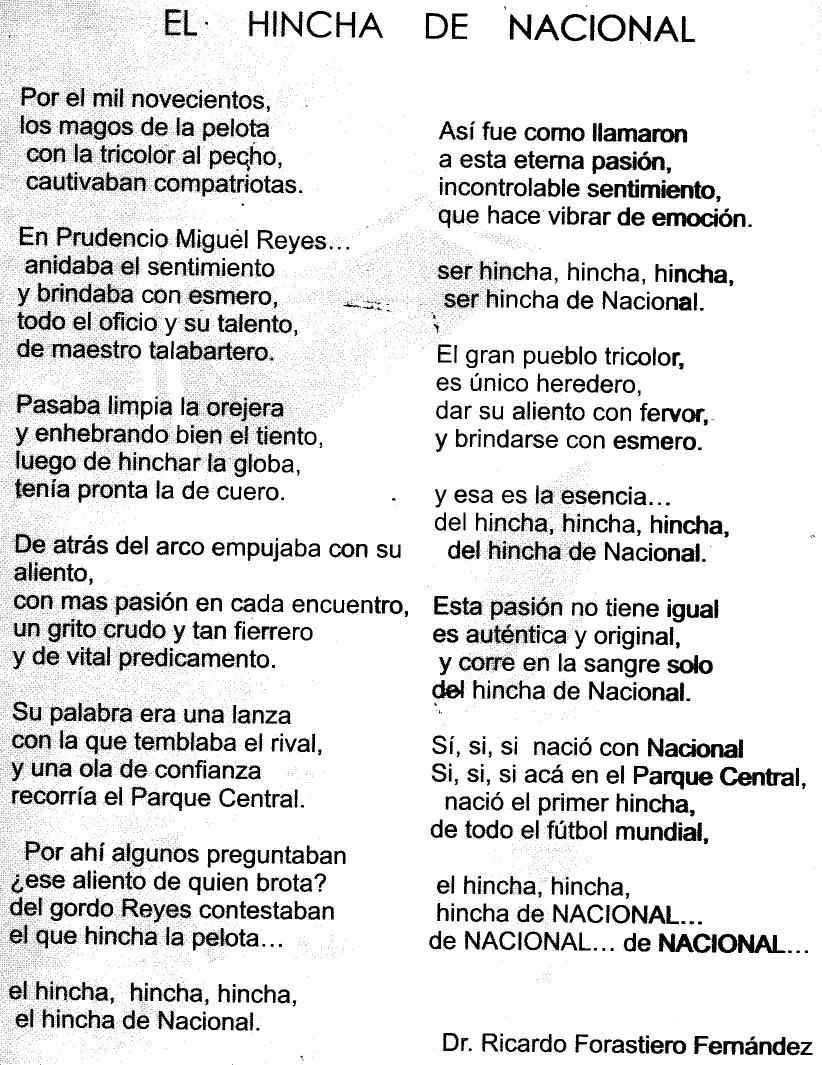
Poema homenaje a Prudencio Reyes autoría de Ricardo Forastiero Fernández

La innovadora idea de Prudencio trascendería a todo el mundo, dando origen a la Hinchada que hoy acompaña a todos los clubes del mundo. Además de esto recibiría varios homenajes como un poema del Dr. Ricardo Forastiero Fernández y una propia estatua del Nacional en el Gran Parque Central.

## El hincha
En los comienzos del fútbol los balones se inflaban (hinchaban) a pulmón, sin el auxilio de infladores. La complexión robusta de Prudencio Reyes además de permitir cumplir su tarea con eficiencia, le daba a su voz un empuje y fuerza particularmente potente. Prudencio rompió con la seriedad reinante de los campos de fútbol del 900. Era tal su pasión por el fútbol y por los bolsilludos, que vivía los partidos con gran intensidad, gritando  en cada jugada y arengando al resto de los espectadores para que animasen al equipo de sus amores, propiciando un clima mucho más festivo que enseguida prendió en los asistentes y se hizo popular.
Al poco tiempo los gritos de aliento de Reyes fueron acompañados desde la grada y el coro recibió entonces el nombre de hinchada. La palabra hincha se fue aplicando a los partidarios de Nacional que más fervor mostraban en los partidos y más tarde se extendió a los demás clubes, cruzó el Río de la Plata, para luego proyectarse al resto del mundo. Tan llamativas y estruendosas eran demostraciones de aliento de Reyes, que allegados y visitantes se preguntaban: "¿Quién es ese que grita?" La respuesta era: "Ese es el hincha", "el hincha pelotas de Nacional".